# Crassispira
Crassispira is een geslacht van weekdieren uit de klasse van de Gastropoda (slakken).

## Soorten
- Crassispira abdera (Dall, 1919)
- Crassispira adana (Bartsch, 1950)
- Crassispira aequatorialis Thiele, 1925
- Crassispira affinis (Reeve, 1846)
- Crassispira angelettii Bozzetti, 2008
- Crassispira ansonae Wells, 1990
- Crassispira apicata (Reeve, 1845)
- Crassispira appressa (Carpenter, 1864)
- Crassispira aster Lozouet, 2015 †
- Crassispira asthenes Faber, 2007
- Crassispira ballenaensis Hertlein & Strong, 1951
- Crassispira bandata (Nowell-Usticke, 1969)
- Crassispira bernardi Fernandes, Rolán & Otero-Schmitt, 1995
- Crassispira bifurca (E. A. Smith, 1888)
- Crassispira blanquilla Fallon, 2011
- Crassispira bottae (Valenciennes in Kiener, 1839)
- Crassispira bridgesi Dall, 1919
- Crassispira bruehli Stahlschmidt & Fraussen, 2014
- Crassispira brujae Hertlein & Strong, 1951
- Crassispira callosa (Kiener, 1839)
- Crassispira cana Fallon, 2011
- Crassispira carbonaria (Reeve, 1843)
- Crassispira cerithoidea (Carpenter, 1857)
- Crassispira chacei Hertlein & Strong, 1951
- Crassispira chazaliei (Dautzenberg, 1900)
- Crassispira coelata (Hinds, 1843)
- Crassispira comasi Fernández-Garcés & Rolán, 2010
- Crassispira consociata (E. A. Smith, 1877)
- Crassispira coracina McLean & Poorman, 1971
- Crassispira cortezi Shasky & Campbell, 1964
- Crassispira cubana (Melvill, 1923)
- Crassispira currani McLean & Poorman, 1971
- Crassispira discors (Sowerby I, 1834)
- Crassispira drangai Schwengel, 1951
- Crassispira dysoni (Reeve, 1846)
- Crassispira elatior (C. B. Adams, 1845)
- Crassispira epicasta Dall, 1919
- Crassispira erigone Dall, 1919
- Crassispira eurynome Dall, 1919
- Crassispira flavocarinata (E. A. Smith, 1882)
- Crassispira flavocincta (C. B. Adams, 1850)
- Crassispira flavonodulosa (E. A. Smith, 1879)
- Crassispira funebralis Fernandes, Rolán & Otero-Schmitt, 1995
- Crassispira fuscescens (Reeve, 1843)
- Crassispira fuscobrevis Rolán, Ryall & Horro, 2007
- Crassispira fuscocincta (C. B. Adams, 1850)
- Crassispira greeleyi (Dall, 1901)
- Crassispira guildingii (Reeve, 1845)
- Crassispira harfordiana (Reeve, 1843)
- Crassispira harpularia (Desmoulins, 1842)
- Crassispira hondurasensis (Reeve, 1846)
- Crassispira hosoi (Okutani, 1964)
- Crassispira incrassata (Sowerby I, 1834)
- Crassispira integra Thiele, 1925
- Crassispira kluthi Jordan, 1936
- Crassispira laevisulcata Maltzan, 1883
- Crassispira lagouardensis Lozouet, 2015 †
- Crassispira latiriformis (Melvill, 1923)
- Crassispira latizonata (E. A. Smith, 1882)
- Crassispira lavanonoensis Bozzetti, 2008
- Crassispira lesbarritzensis Lozouet, 2015 †
- Crassispira luctuosa (d'Orbigny, 1847)
- Crassispira mackintoshi Fallon, 2011
- Crassispira martiae McLean & Poorman, 1971
- Crassispira masinoi Fallon, 2011
- Crassispira maura (Sowerby I, 1834)
- Crassispira mayaguanaensis Fallon, 2011
- Crassispira melonesiana (Dall & Simpson, 1901)
- Crassispira mennoi De Jong & Coomans, 1988
- Crassispira monilecosta Fernandes, Rolán & Otero-Schmitt, 1995
- Crassispira monilifera (Carpenter, 1857)
- Crassispira montereyensis (Stearns, 1871)
- Crassispira multicostata Fallon, 2011
- Crassispira nigerrima (Sowerby I, 1834)
- Crassispira nigrescens (C. B. Adams, 1845)
- Crassispira oliva Fernandes, Rolán & Otero-Schmitt, 1995
- Crassispira pellisphocae (Reeve, 1845)
- Crassispira pini Fernandes, Rolán & Otero-Schmitt, 1995
- Crassispira pluto Pilsbry & Lowe, 1932
- Crassispira premorra (Dall, 1889)
- Crassispira pseudocarbonaria Nolf, 2009
- Crassispira pulchrepunctata Stahlschmidt & Bozzetti, 2007
- Crassispira quadrifasciata (Reeve, 1845)
- Crassispira rhythmica Melvill, 1927
- Crassispira rubidofusca (Schepman, 1913)
- Crassispira rudis (Sowerby I, 1834)
- Crassispira rugitecta (Dall, 1918)
- Crassispira rustica (Sowerby I, 1834)
- Crassispira sacerdotalis Rolan & Fernandes, 1993
- Crassispira safagaensis Kilburn & Dekker, 2008
- Crassispira sandrogorii Ryall, Horro & Rolán, 2009
- Crassispira sanibelensis Bartsch & Rehder, 1939
- Crassispira semigranosa (Reeve, 1846)
- Crassispira sinensis (Hinds, 1843)
- Crassispira soamanitraensis Bozzetti, 2008
- Crassispira somalica Morassi & Bonfitto, 2013
- Crassispira takeokensis (Otuka, 1949)
- Crassispira tasconium (Melvill & Standen, 1901)
- Crassispira tepocana Dall, 1919
- Crassispira trencarti Ryall, Horro & Rolán, 2009
- Crassispira trimariana Pilsbry & Lowe, 1932
- Crassispira tuckerana Bonfitto & Morassi, 2011
- Crassispira turricula (G. B. Sowerby I, 1834)
- Crassispira unicolor (Sowerby I, 1834)
- Crassispira verbernei De Jong & Coomans, 1988
- Crassispira vexillum (Reeve, 1845)
- Crassispira vezzaroi Cossignani, 2014
- Crassispira xanti Hertlein & Strong, 1951